# Martin Schwartz (mercenario)
Martin Schwartz (Augsburg, ... – East Stoke, 16 giugno 1487) è stato un condottiero e capitano di ventura tedesco.

## Biografia
Figlio di un ciabattino, era considerato abile ma arrogante. Divenne un importante organizzatore militare, gestendo compagnie di mercenari che combatterono in battaglie di numerose campagne.
Viene ricordato per la prima volta per aver combattuto per Carlo I di Borgogna nel 1475 durante l'Assedio di Neuss.
Nel 1486 fu reclutato da Massimiliano I d'Asburgo, il futuro Imperatore del Sacro Romano Impero, per aiutare ad eliminare la presenza francese nei territori dei già Paesi Bassi borgognoni dal 1482 controllati dalla Casa d'Asburgo e a sopprimere le rivolte fiamminghe. La campagna lo vide al comando di 200 mercenari svizzeri.
Quando il conte John de la Pole abbandonò la corte inglese, avendo deciso di schierarsi dalla parte del pretendente al trono Lambert Simnel, sua zia Margherita di York assunse Schwartz per fornire 2.000 uomini per un'invasione. La successiva sconfitta nella Battaglia di Stoke Field vide cadere sul campo sia John de la Pole che Martin Schwartz.